# Ibrahima Wade
Ibrahima Wade (né le 6 septembre 1968 à Dakar) est un athlète franco-sénégalais, spécialiste du 400 m. 
D'origine sénégalaise, il remporte le titre national (champion du Sénégal) le 2 juin 1996, continental (champion d'Afrique) à Yaoundé le 14 juin 1996 et gagne la finale des championnats de France (sans remporter le titre) le 23 juin 1996, sous les couleurs du Red Star Club de Montreuil puis de Villemomble sports Athlétisme, club (2001-2008) qui lui permettra de se préparer pour les jeux olympiques de 2004. les   Demi-finaliste aux championnats du monde à Athènes en 1997, il remporte les Jeux de la francophonie à Tananarive le 30 août de cette même année, obtient la médaille d'or du relais 4 x 400 mètres des Championnats d'Afrique d'athlétisme 1998 à Dakar  et remporte à nouveau les championnats de France à Niort le 1er août 1999 et le 6 août 2000 à Nice, avant d'être naturalisé français le 29 août 2000. Il est quart de finaliste aux Jeux olympiques de Sydney le 23 septembre 2000. 
Son record est de 45 s 05, obtenu en août 1998 à Dakar. Avec 45 s 76, réalisés en 2004, il détient la meilleure performance mondiale des masters (athlètes de plus de 35 ans). Il a obtenu la médaille de bronze, lors des championnats du monde d'athlétisme, avec l'équipe française de relais 4 × 400 m en 2002. Il entraîne aujourd'hui le PSC ( Paris Sport Club ) dans le vingtième et le dix neuf ème .